# Babu
Babu (en chino, 八步区; pinyin, Bābù qū) es un distrito urbano bajo la administración directa de la Prefectura Hezhou en la Región autónoma de Guangxi, República Popular China. Su área es de 3666 km² y su población total para 2020 superó los 650 mil habitantes.

## Administración
El distrito de Babu se divide en 16 pueblos que se administran en 3 subdistritos, 12 poblados y 1 villa étnica .